# A Viuvinha (film)
Pour les articles homonymes, voir A Viuvinha.
Pour plus de détails, voir Fiche technique et Distribution.
A Viuvinha est un film muet brésilien réalisé par Luiz de Barros et mettant en vedette Linda Bianchi et Gita de Barros, sorti en 1914.

## Fiche technique
- Titre : A Viuvinha
- Réalisation : Luiz de Barros
- Scénario : Luiz de Barros d'après le roman de José de Alencar
- Photographie : João Stamato
- Montage : Luiz de Barros
- Production : Italo Dandini
- Société de production : Carioca Filmes
- Pays :  Brésil
- Dates de sortie : 
  -  Brésil : 1914

## Distribution
- Linda Bianchi
- Gita de Barros
- Luiz de Barros
- Fausto Muniz